# Fontaines D.C.
Fontaines D.C. — ирландская постпанк-группа, образованная в Дублине в 2014 году. В состав группы входят Гриан Чаттен (вокал), Конор Керли (гитара), Конор Диган III (бас-гитара), Том Колл (ударные) и Карлос О'Коннелл (гитара).
Участники группы познакомились во время учебы в музыкальном колледже и сблизились на почве общей любви к поэзии. Они начали самостоятельно выпускать синглы и регулярно выступать вживую, подписав контракт с Partisan Records в 2018 году. Дебютный альбом группы Dogrel был выпущен 12 апреля 2019 года и получил широкое признание критиков. Он был назван альбомом года на сайте музыкального магазина Rough Trade, признан альбомом года ведущими на BBC Radio 6 Music и номинирован на Mercury Prize и Choice Music Prize.
Второй студийный альбом группы, A Hero’s Death, написанный и записанный во время гастролей в поддержку их дебютного альбома, был выпущен 31 июля 2020 года. A Hero's Death был номинирован на премию Грэмми 2021 года в категории «Лучший рок-альбом». Их третий альбом, Skinty Fia, выпущенный в 2022 году, стал первым альбомом группы, достигшим первого места в UK Albums Chart и способствовал их победе в BRIT Awards в номинации «Международная группа». Четвертый альбом группы, Romance, был выпущен 23 августа 2024 года. Romance выиграл премию The Album Award на церемонии вручения премии Rolling Stone UK Awards 2024.

## Дискография
Альбомы
- Dogrel (2019)
- A Hero’s Death (2020)
- Fontaines D.C. Live at Kilmainham Gaol (2021) — концертный альбом
- Skinty Fia Sessions (2022) — мини-альбом
- Skinty Fia (2022)
- Romance (2024)